# Le Roi ébahi
Pour plus de détails, voir Fiche technique et Distribution.
Le Roi ébahi (El rey pasmado) est une comédie historique espagnole, réalisée par Imanol Uribe d'après le roman de Gonzalo Torrente Ballester, sortie en 1991. Elle obtient huit prix Goya.

## Synopsis
Madrid, 1620. Après une nuit sensuelle avec la prostituée Marfisa, le jeune roi Philippe IV d'Espagne désire voir la reine nue. La Cour, divisée sur la décision à prendre, entre en crise politique.

## Fiche technique
- Titre original : El rey pasmado
- Titre français : Le Roi ébahi
- Réalisation : Imanol Uribe
- Scénario : Joan Potau	et Gonzalo Torrente Malvido d'après le roman de Gonzalo Torrente Ballester
- Photographie : Hans Burmann
- Musique : José Nieto
- Pays d'origine :  Espagne
- Durée : 106 minutes
- Date de sortie :
  - Espagne : 1er novembre 1991
  - France : 3 juin 1992

## Distribution
- Gabino Diego : Philippe IV d'Espagne
- Juan Diego : frère Villaescusa
- Fernando Fernán Gómez : le Grand Inquisiteur
- Javier Gurruchaga : le comte d'Olivares
- Laura del Sol : Marfisa, prostituée
- María Barranco : Lucrecia, sa servante
- Joaquim de Almeida : père Almeida
- Eusebio Poncela : le comte de la Peña Andrada
- Anne Roussel : Élisabeth de France
- Alejandra Grepi : doña Bárbara

## Distinctions
- 1992 : nomination au Goya du meilleur réalisateur
- 1992 : prix spécial du jury du Festival de Chamrousse[2]
- 1993 : Prix ACE du meilleur réalisateur